# AAI LRV
AAI LRV (Light RailLink vehicles) сочленённый шестиосный трамвайный вагон производства AAI Corporation. Выпускался в 1996 году, выпущено 19 экземпляров в дополнение к 35 трамваям, выпущенным ранее ABB. В экземпляры эксплуатируются в Балтиморе на скоростной трамвайной линии Baltimore Light RailLink (англ.). Предназначен для перевозки пассажиров как в одиночном режиме, так и в составе поезда из двух вагонов, управляемых из головного вагона.